# Unterlottermühle
Unterlottermühle ist ein Gemeindeteil der Stadt Feuchtwangen im Landkreis Ansbach (Mittelfranken, Bayern). Unterlottermühle liegt in der Gemarkung Krapfenau.

## Geographie
Die Einöde liegt am Lotterbach, der im Norden eine Reihe von Weihern speist und 2,5 km weiter südlich als linker Zufluss in die Sulzach mündet. Im Südwesten grenzt das Mühlholz an, 1 km nordöstlich inmitten des Dentleiner Forsts erhebt sich der Eichelberg (502 m ü. NHN). Ein Anliegerweg führt nach Lotterhof (0,2 km westlich).

## Geschichte
Unterlottermühle lag im Fraischbezirk des ansbachischen Oberamtes Feuchtwangen. Grundherr war das Stiftsverwalteramt Feuchtwangen. An diesen Verhältnissen änderte sich bis zum Ende des Alten Reiches nichts. Von 1797 bis 1808 unterstand der Ort dem Justiz- und Kammeramt Feuchtwangen.
Mit dem Gemeindeedikt (frühes 19. Jahrhundert) wurde Unterlottermühle dem Steuerdistrikt Heilbronn und der Ruralgemeinde Krapfenau zugeordnet. Im Zuge der Gebietsreform in Bayern wurde Unterlottermühle am 1. Juli 1971 nach Feuchtwangen eingemeindet.

## Einwohnerentwicklung
| Jahr      | 001818 | 001840 | 001861 | 001871 | 001885 | 001900 | 001925 | 001950 | 001961 | 001970 | 001987 |
| Einwohner | 24 †   | 9      | 8      | 10     | 8      | *      | *      | *      | *      | 6      | 5      |
| Häuser    | 2 †    | 1      |        |        | 1      | *      | *      | *      | *      |        | 1      |
| Quelle    | [ 10 ] | [ 11 ] | [ 12 ] | [ 13 ] | [ 14 ] | [ 15 ] | [ 16 ] | [ 17 ] | [ 18 ] | [ 19 ] | [ 1 ]  |

## Religion
Der Ort ist seit der Reformation evangelisch-lutherisch geprägt und bis heute nach St. Johannis (Feuchtwangen) gepfarrt. Die Einwohner römisch-katholischer Konfession sind nach St. Ulrich und Afra (Feuchtwangen) gepfarrt.